# Anne Desclos
Anne Desclos (Rochefort-sur-Mer, 23. rujna 1907. – Corbeil-Essonnes, 27. travnja 1998.), (pseudonimi: Dominique Aury i Pauline Réage), francuska književnica.
Odrasla je u dvojezičnoj obitelji (francuski i engleski jezik). Već u ranoj dobi počela je čitati djela napisana na tim jezicima. Nakon završenog studija na Sorbonni, novinarstvom se bavi do 1946. godine, kada uzima pseudonim Dominique Aury, te u izdavačkoj kući Gallimard počinje raditi kao tajnica urednika. Prevodila je ili predstavljala pisce engleske i američke književnosti (npr. Virginia Woolf, T.S. Elliot, F. Scott Fitzgerald, i drugi). 
Nakon šovinističko-seksističke opaske svog poslodavca i ljubavnika Jena Paulhama, da niti jedna žena ne može napisati dobar erotski roman, Anne se strašno razgnjevila. Da bi mu dokazala suprotno, pod pseudonimom Pauline Reage je izdala 1954. godine komercijalno uspješan roman: "Priča o djevojci O.". Zbog opscenosti i eksplicitnosti djela, autor i izdavač su završili na sudu. Da je autor tog djela, priznala je tek 40 godina od objave u intervjua u časopisu New Yorker. 
Bila je članom u nekoliko žirija na dodjeljivanju književnih nagrada, a uspješno se bavila i književnom kritikom. Umrla je u 90.godini u predgrađu Pariza.